# 雪隆推動華語工委會
雪隆推動華語工委會，1980年3月22日成立，是1980年代马来西亚讲华语运动的推手之一，由馬來西亞華人商會雪蘭莪中華總商會推動，源於1979年新加坡的講華語運動。獲福建社團、潮州公會、瓊州會館等，在雪隆地區以弱勢方言為母語的同鄉會支持。
由於雪隆地區的華人，因受香港電視節目，尤其是無綫電視所製作的劇集所影響，同時當地亦有廣東三邑（南海、番禺、順德，即今廣東省佛山市南海區、順德區及廣州市番禺區）、五邑（台山、新會、開平、恩平、鶴山，即今廣東省江門市)及肇慶市，即統稱「廣肇地區」籍貫為多，普遍以香港口音的廣州話（而非正宗西關音廣府話）作為溝通語言，恰巧當時鄰國新加坡由總理李光耀發起「講華語運動」，而使在雪隆操弱勢語言的閩潮人士，發起本工作委員會，以推動講華語取代粵語作為區域內的主要溝通語言。

## 組成
據《星洲日報》1980年4月12日報導，工委會成員有：
1. 馬來西亞福建社團聯合會
2. 馬來西亞潮州公會聯合會
3. 馬來西亞瓊州會館聯合會
4. 馬來亞南洋大學校友會
5. 馬來西亞留台校友會聯合總會
6. 全國華校董事聯合會
7. 大馬華文寫作人協會
8. 吉隆坡華校教師公會
9. 南洋商報
10. 星洲日報
11. 馬來亞通報
12. 中國報
13. 建國日報
14. 新明日報
15. 星檳日報
16. 光華日報
17. 邱祥熾（雪蘭莪中華總商會文教組主任）
18. 葉福興（雪蘭莪華人行團總會主席）
19. 黎振華（雪蘭莪中華大會堂會務促進委員會主任）
20. 湯利波（全國華校教師公會總會總務）
21. 傅孫中（雪蘭莪中華總商會執行秘書）
22. 彭谷明（雪蘭莪註冊社團僱員公會主席）
23. 林玉靜（雪蘭莪中華總商會文教組副主任）

## 成效
雖然華語在正式場合，成為馬來西亞華人的主要溝通語言，但在雪隆地區，以及毗鄰的霹靂州和森美蘭州，尤以怡保和芙蓉市，至今粵語仍然是主要溝通語言，例如吉隆坡的華語廣播電台，會在黃金時間以粵語播放節目、新聞及交通消息，而政黨（尤以執政的民主行動黨為主）在上述州屬或直轄區的政治演講，仍會以粵語佔多，甚至會演唱香港流行歌曲。至于北马地区如槟城，吉打，和雪州巴生，至今闽南语仍是主要沟通语言。